# Monogramme
Cet article possède un paronyme, voir Nomogramme.

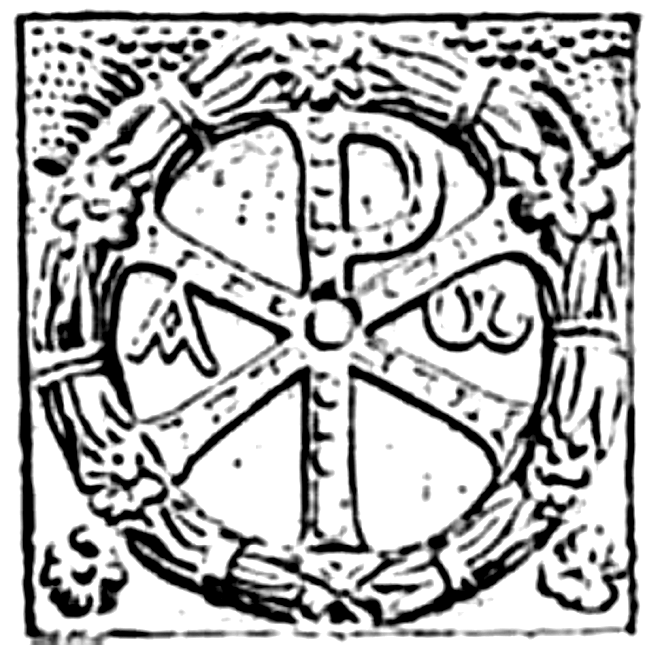
Le chrisme, un monogramme des deux premières lettres du mot grec désignant le Christ (Ἰησοῦς Χριστός), entouré de l'Alpha et de l'Oméga.

Un monogramme est un emblème qui réunit plusieurs lettres en un seul dessin, avec ou sans ornements supplémentaires. Le monogramme est appelé « chiffre » lorsqu'il se résume à ses initiales. Comme tout emblème, il représente une personne, une entité ou un groupe. Il peut aussi servir à signer, à marquer un sceau, des meubles ou tout autre objet appartenant au propriétaire ou au titulaire du monogramme. Les monogrammes sont des lettres, et pourtant, celles-ci se rapprochent des armoiries ou du blason, de par leur caractère signalétique.
L'héraldique transmettant en général les mêmes armoiries d'une génération à l'autre, les princes européens ont pu distinguer les réalisations de leur règne de celles de leurs prédécesseurs par l'emploi d'un chiffre à leurs initiales. Rois et princes se sont inspirés en cela de la tradition médiévale du quatre de chiffre par lequel les marchands marquaient leurs marchandises, les ballots qui les contenaient, leurs entrepôts et leurs propriétés.

## Histoire
Les chiffres sont présents dès l'Antiquité. L'empire grec possède déjà cette habitude, on trouve des chiffres sur les sculptures et les médailles. Les tombeaux des premiers chrétiens et les pièces consulaires sont marquées des chiffres ou monogrammes des propriétaires.
Dans les siècles suivants, cette habitude perdure. Les monuments sont marqués des monogrammes des donneurs d'ordre, tels le monogramme de Childéric sur un marbre de la chapelle Saint-Éloi du IIIe siècle en Gaule. Charlemagne, fondateur de plusieurs abbayes, leur a donné une lettre à chacune, par exemple A à l'abbaye de Conques, le C à l'abbaye de Brioude… Ces lettres sont présentes dans la forme des reliquaires.
À la Renaissance, le monogramme se généralise. Outre son usage dans la maçonnerie, il apparait sur les meubles, livres, tableaux, miniatures…
En vocabulaire de broderie, le monogramme ou chiffre est le nom des lettres initiales brodées sur les pièces des trousseaux, des mouchoirs ou des draps. Les monogrammes peuvent remplacer les armoiries ou le blason, lorsque la famille ne possède pas ces insignes, ou bien, dans le cas contraire, dans une démarche plus modeste, ou plus pratique — car il est parfois difficile de faire broder ses armoiries en couleur sur tout son linge. Mais il arrive que les chiffres ne revêtent pas ce caractère modeste : ils peuvent participer de la décoration d'un lieu. C'est ainsi que jadis, certains crosses[Quoi ?], certaines pièces de châteaux, étaient ornées des chiffres du propriétaire ; différentes personnes (par exemple mari et femme) pouvaient aussi mêler leurs chiffres dans un but esthétique et symbolique, avec des arabesques ou des jeux sur la forme des lettres.

## Signification
Les lettres et symboles composant les monogrammes sont plus ou moins compréhensibles. Lorsqu'il s'agit de lettres initiales, il s'appelle un chiffre ; lorsqu'il est plus complexe avec des lettres inversées (par exemple deux L adossés partageant une même barre), des combinaisons, tout ou partie des lettres du nom (en plus des initiales), il s'appelle un monogramme. Cette définition n'est pas figée.
Les lettres sont entrelacées et formées d'arabesques, elles ne sont pas toujours immédiatement lisibles. Par exemple Henri II a décoré ses châteaux de deux types de monogrammes : deux C entrelacés d'une lettre H, pour Catherine de Médicis, et deux D entrelacés d'une lettre H pour Diane de Poitiers. Les deux monogrammes se ressemblent et certains ont lus des C à la place des D. Aréobindus le Jeune, consul du Bas-Empire, fait écrire en l'an 506 au centre de son diptyque un monogramme composé des lettres BDHNS. Le connétable Olivier de Clisson choisit le chiffre composé de la lettre M pour décorer son hôtel, comme Miséricorde.

## Exemples

Monogramme du peintre Albrecht Dürer en 1498.
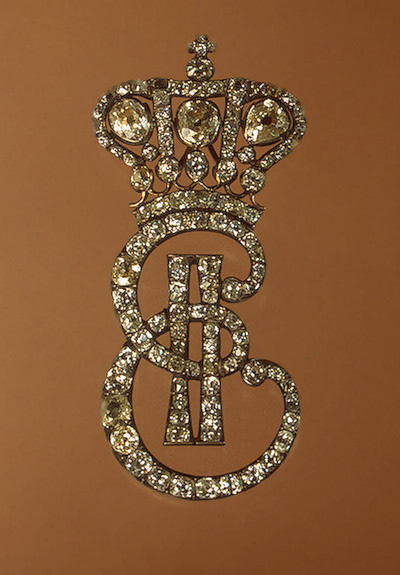
Chiffre ou monogramme en diamants de Catherine II.
Monogramme de Jean-Sébastien Bach.
Monogramme de J. R. R. Tolkien.
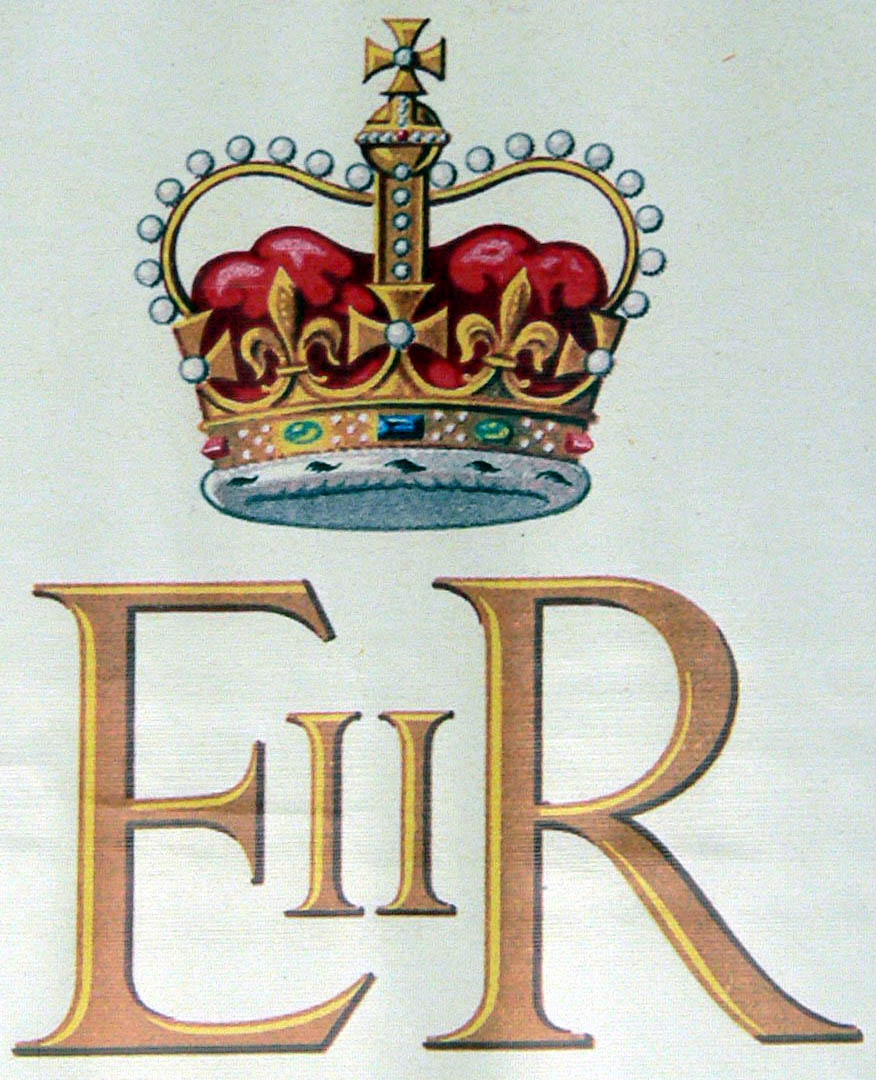
Monogramme d'Élisabeth II (Le R de droite : Regina : Reine).
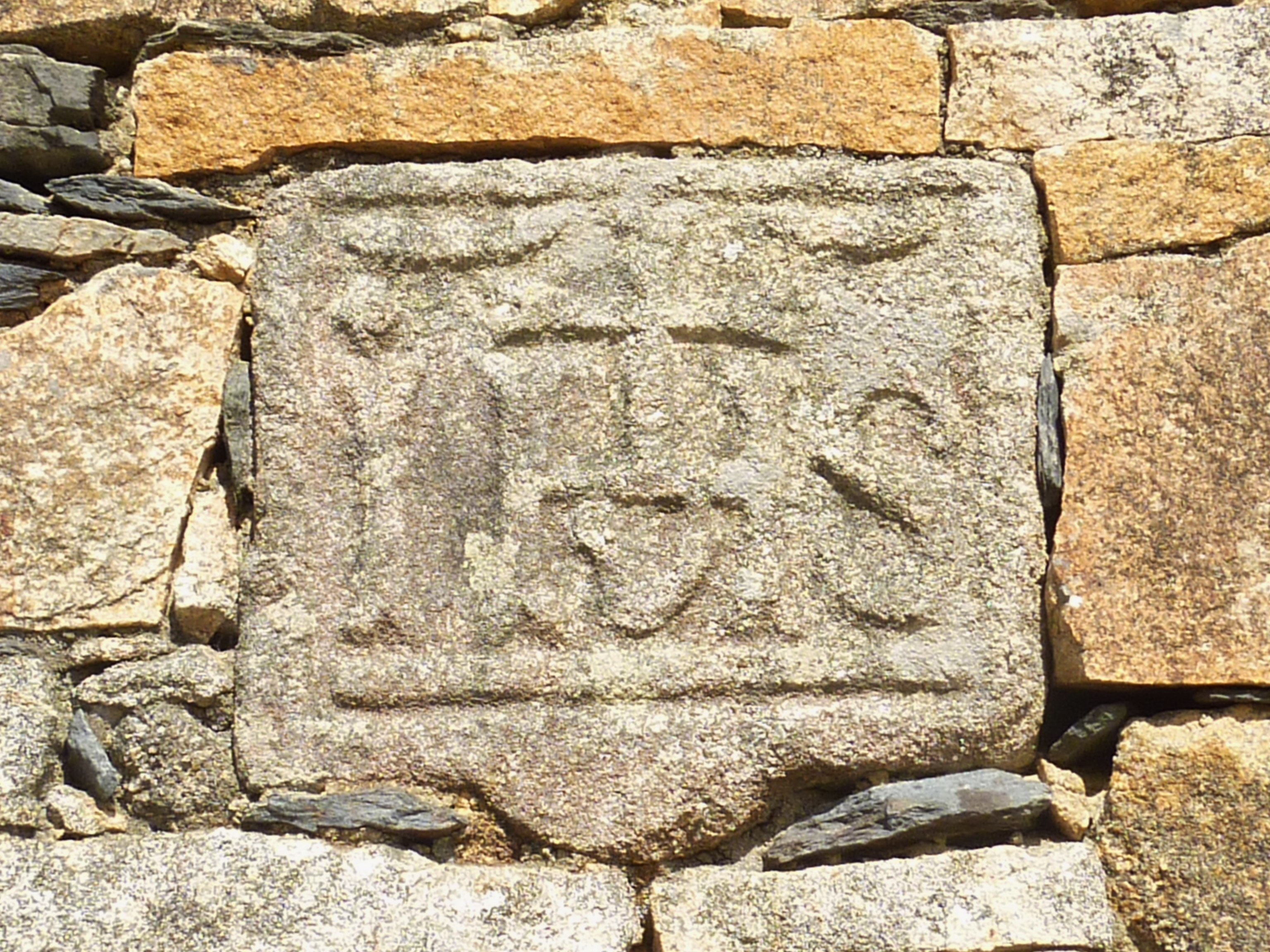
Monogramme jésuite, sculpté dans la pierre (à Botmeur, Finistère).
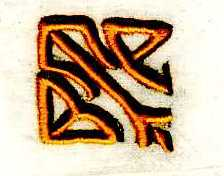
Monogramme brodé, Broderie de Fontenoy-le-Château.
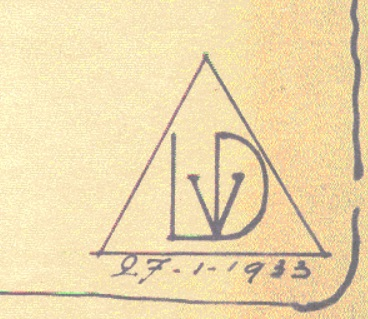
Monogramme de l'architecte Léon Van Dievoet, 1933.
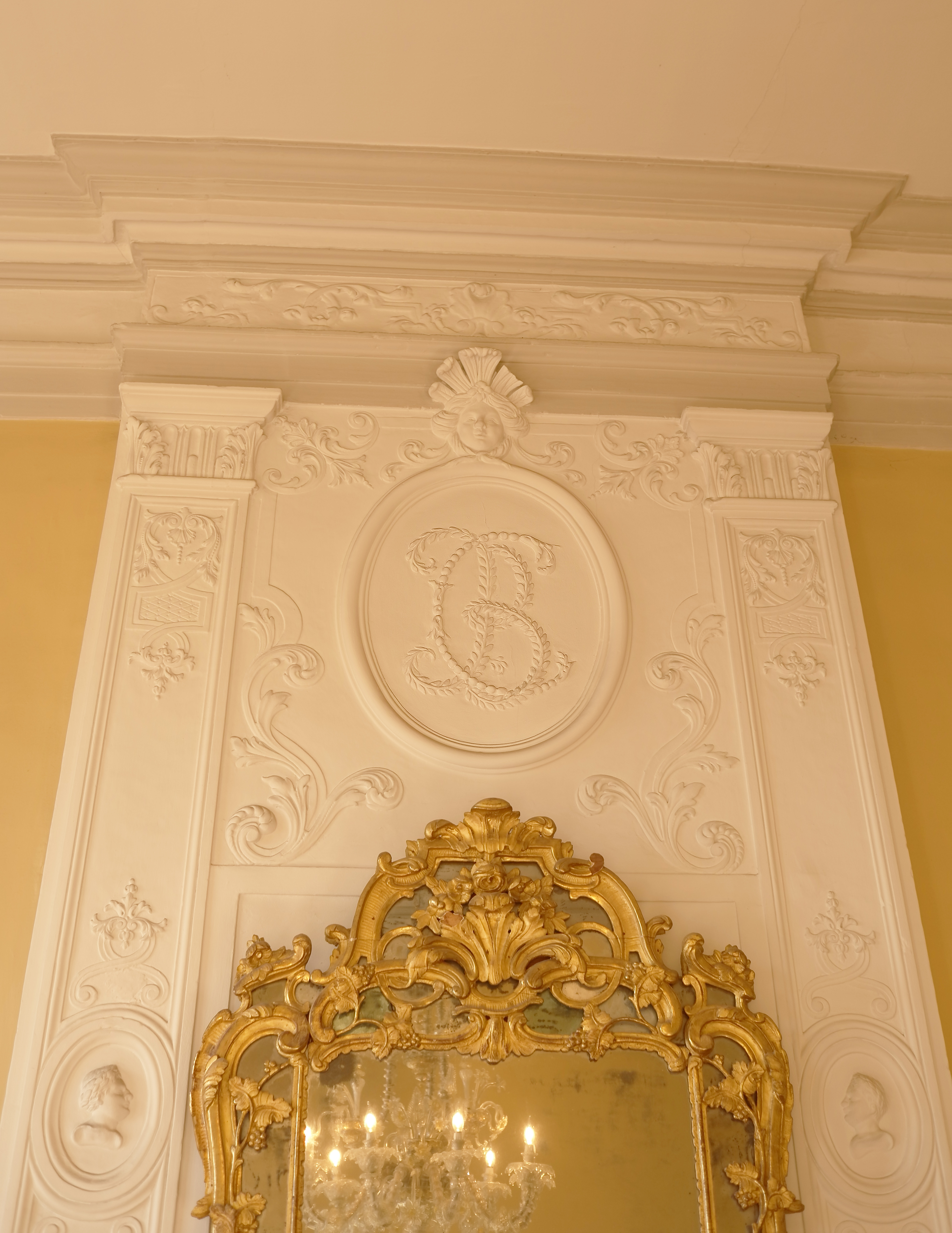
Monogramme d'une famille bourgeoise (Courmes-Boulay), Ancien hôtel de Clapiers-Cabris.
Blason de la famille de Saint-Chamas au Christogramme

## Monogrammes utilisés par des sociétés
De nombreuses sociétés utilisent des monogrammes. Certains sont devenus des logos mondialement connus, tels le CC de Chanel, le D&G de Dolce & Gabbana, le GE de General Electric, le LV de Louis Vuitton, le W de Volkswagen (qui est un W surmonté d'un V), le WB de Warner Bros. ou le YSL d'Yves Saint-Laurent.
En France, le logo de l'Olympique de Marseille est un monogramme repris de celui de son fondateur René Dufaure de Montmirail.

## Recueils de monogrammes préparés
Certains dessinateurs ou maîtres écrivains ont publié des recueils de monogrammes, dans lesquels ils proposent un dessin pour chaque combinaison de deux ou trois lettres initiales. Parmi eux, on peut citer :

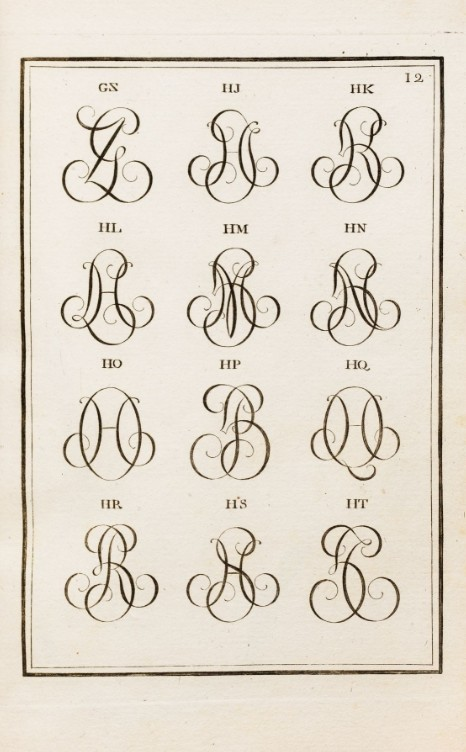
Une page de monogramme d'un recueil anonyme, vers 1780.

- Charles Mavelot,
- Armand Desmarets de Saint-Sorlin,
- Nicolas Verrien,
- Jean Henri Prosper Pouget.

## Recueils de monogrammes historiques

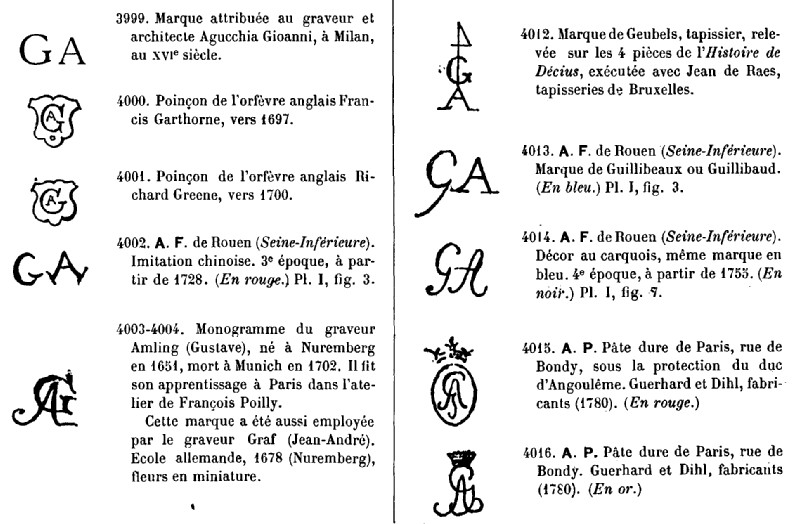
Un extrait du Dictionnaire des marques de Ris-Paquot (1893) montrant divers monogrammes combinant les lettres A et G.

À l'inverse, des historiens de l'art ont publié des reproductions de tous les monogrammes avec lesquels des artistes (dessinateurs, sculpteurs, graveurs..) ont signé leurs œuvres.